# Морт
Морт (на английски: Mort) е заглавието на роман от поредицата на Тери Пратчет Светът на диска и името на главния герой в книгата. Книгата е издадена през 1987 г. и е четвъртата от поредицата. Романът е първия, в който Смърт заема централна позиция като герой. В по-ранните книги той заема периферна роля.

## Сюжет
Като тийнейджър характерът на Морт (името е съкратена форма на Мортимър) го прави неподходящ за работа в семейната ферма. По мнението на баща му Лезек Морт мисли твърде много, което му пречи да свърши на практика нещо. За да се справи с проблема на сина си Лезек го завежда на панаира, за да му намери работа като чирак. По този начин той иска да накара Морт да мисли по-малко, защото за него това е пречка.
Морт и баща му остават на панаира до полунощ в очакване Морт да бъде нает. Когато часовникът отброява дванадесет удара пред тях спира конник облечен в черно, възседнал бял кон. Конникът наема Морт, за да му помага в работата, която върши. Става ясно че мъжът е Смърт, а работата му събирането на души. В романа Морт е описан като високо, слабо и жилаво момче с червена коса. В началото Морт решава да се опита да се научи да върши добре работата на Смърт и не обръща внимание на осиновената дъщеря на Смърт - Изабел. След това Смърт решава да си почине за известно време и оставя своите задължения в ръцете на Морт. Напрежението от новата работа кара Морт да направи няколко грешки, но като всички добри герои той запазва достойнство, призовава Смърт на дуел и в края на историята остава с момичето. Двамата живеят щастливо като дук и дукеса на Сто Хелит след като истинският дук на Сто Хелит е убит по време на дуел.
Тяхната история и най-вече тази на дъщеря им Сюзан е продължена в книгата Музика на душата.